# 橘花屯倉
橘花屯倉（たちばなのみやけ）は、古墳時代の无邪志国（无邪志国造が支配した国）にあった屯倉。のちの律令制における武蔵国橘樹郡御宅郷（現在の神奈川県川崎市幸区北加瀬から同県の横浜市港北区日吉付近）にあった。
『日本書紀』によれば、笠原使主が同族の小杵と武蔵国造の地位を争った安閑天皇元年（534年）閏12月の武蔵国造の乱において、大和朝廷と結び武蔵国造と認められた使主は、上毛野小熊と組んだ同族の小杵に勝利した。使主はその後に代償として朝廷に当屯倉と横渟屯倉、多氷屯倉、倉樔屯倉を献上したという（詳細は武蔵国造の乱を参照）。

## 脚註
1. ↑  『日本書紀』卷第十八　安閑天皇元年（534年）閏12月の条